# Бихаћки санџак
Бихаћки санџак је био османска административна јединица (санџак) другог нивоа која је постојала на простору од извора Уне и Сане до Купе. Настао је као дио Босанског пашалука крајем 16. вијека. Више пута је укидан и поново осниван. Први пут је укинут средином, а обновљен крајем 17. вијека. Поново је укинут 1711. године, а посљедњи пут је основан као дио Босанског вилајета 1867. године.
Сједиште је било у Бихаћу и Петрињи.